# Atwater, Kalifornija
Atwater je grad u američkoj saveznoj državi Kalifornija. Prema popisu stanovništva iz 2010. u njemu je živjelo 28,168 stanovnika.